# Диоцез Лолланн-Фальстера

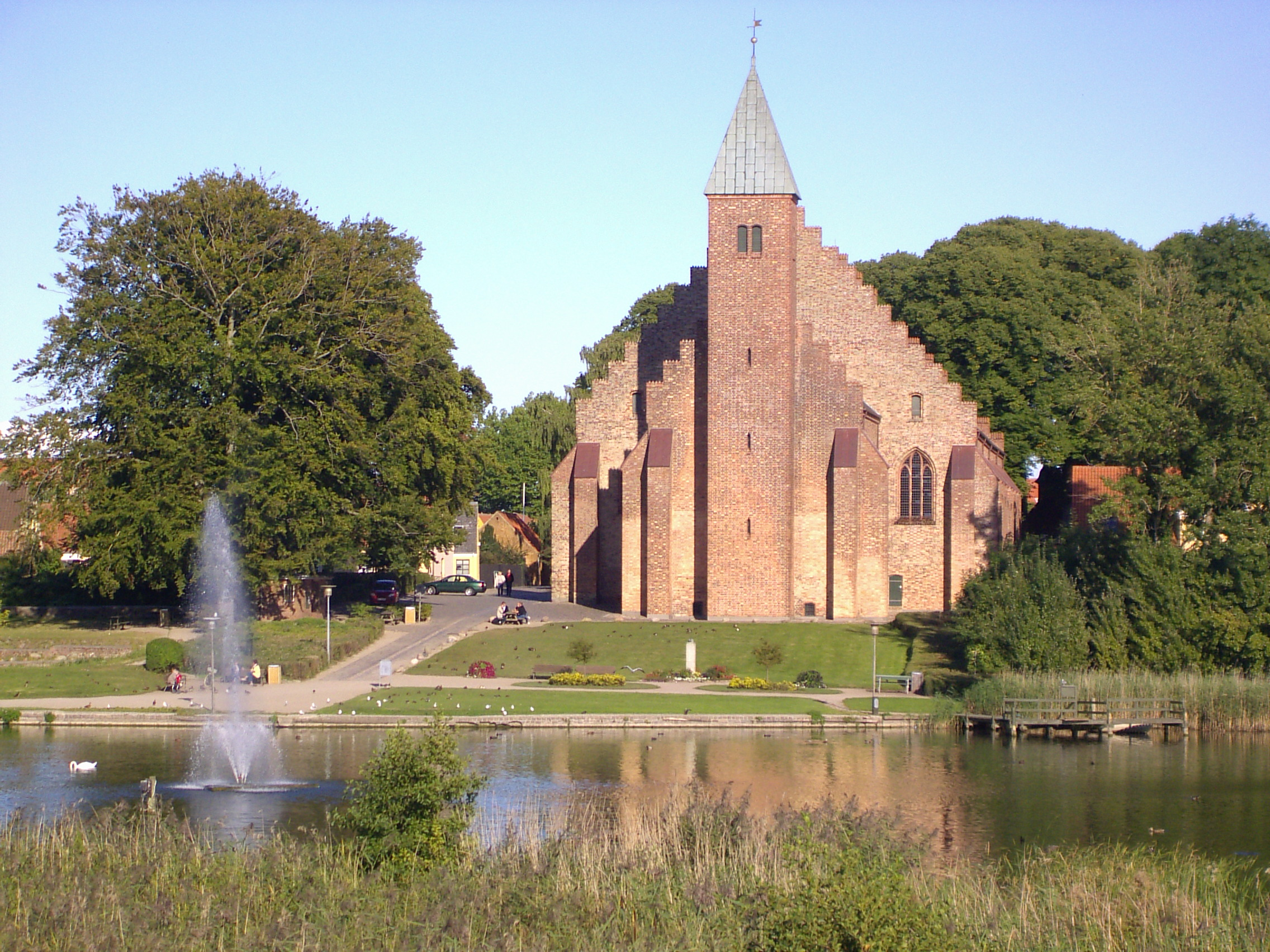
Собор Марибо

Диоцез Лолланн-Фальстера (дат. Lolland–Falsters Stift) — диоцез Церкви Дании. Он включает в себя Лолланн, Фальстер, а также ряд небольших островов в юго-восточной части Дании. Диоцез был отделён от диоцеза Фюна в 1803 году и является самым маленьким из десяти диоцезов в Церкви Дании. 
Кафедральным собором диоцеза является Собор Марибо в Марибо, но епископ проживает в Нюкёбинге.
С 2007 года диоцез разделён на четыре пробства: Марибо, Западный Лолланн, Восточный Лолланн и Фальстер. По данным 2016 года прихожанами являются 81,2% населения диоцеза.

## Епископы
- 1803 — 1805: Андреас Бёрч
- 1805 — 1831: Питер Аутсен Бойзен
- 1831 — 1842: Расмус Мёллер
- 1843 — 1845: Герхард Петер Браммер
- 1845 — 1848: Питер Кристиан Стенерсен Гад
- 1849 — 1854: Дитлев Готгард Монрад (в 1-й раз)
- 1854 — 1856: Йорген Хьёр Лаутруп
- 1856 — 1871: Северин Клаудиус Уилкен Биндесбёлл
- 1871 — 1887: Дитлев Готгард Монрад (во 2-й раз)
- 1887 — 1899: Ханс Вальдемар Стир
- 1899 — 1903: Хенрик Кристиан фон Лойенбах
- 1903 — 1907: Ханс Софус Серенсен
- 1907 — 1923: Каспар Фредерик Йохансен Вегенер
- 1923 — 1942: Йохан Йон Ашлунд Аммундсен
- 1942 — 1950: Нильс Мунка Плум
- 1950 — 1964: Хальфдан Хёгсбро
- 1964 — 1969: Хальдор Хальд
- 1969 — 1996: Торкильд Э. Грюсхольт
- 1996 — 2005: Хольгер Йепсен
- 2005 — 2017: Стин Сковсгаард
- 2017 — н. в.: Марианне Гаарден